# Folc I el Roig
Folc I el Roig (llatí Fulco) era fill del vescomte d'Anjou, de la nissaga dels ingelgerians. Va succeir son pare el 888.
Estava casat amb Roscilla, filla de Garnier, senyor de Loches. El senyoriu de Loches havia estat confiat a l'avi de Roscilla, Adalard, el 840, com a plaça forta contra el normands, i Adalard era nebot del senescal Adalard comte de Tours, i primer personatge del regne en temps de Carles el Calb. La família era molt influent (se'ls coneixia com els Lambèrtides). Roscilla li va aportar en dot Loches, La Haye i Villentrois i drets sobre la regió de Nantes.
El 898 el rei li va donar el vescomtat d'Angers –on va succeir al vescomte Hardrad– i la part occidental de l'Anjou.
El 905 Ató II, germà d'Hardrad, antic vescomte d'Angers, va rebre el vescomtat de Tours però aquest vescomtat va passar a Tibaud el vell de Blois el 908. El 907 va morir el sobirà bretó Alan I, i Folc, segurament pels drets de la seva dona, fou reconegut com a comte de Nantes, el principal de la marca de Bretanya, que el 919 va tornar a ser conquerit pels bretons (Alan Barba torta, que després es casarà amb una filla de Folc I) però a canvi Folc va rebre el vescomtat d'Angers.
El 929 va rebre el títol de comte d'Anjou i abat laic de Saint Aubin i de Saint Lezin (dignitats heretades dels Lambertides). Poc després el seu fill i hereu Ingelger II va morir en combat contra els normands.
El 937 va emparentar amb el comte d'Amiens, Vexin i Valois, Gauthier, que es va casar amb la seva filla Adelaida, amb el que es va aliar per combatre els normands. El seu fill Guiu va rebre el bisbat-comtat de Soissons. Però el duc de Normandia Guillem es va casar amb Leudegarda de Vermandois i així va obrir un flanc.
Va morir el 942 i el va succeir el seu fill Folc II el bo.